# Мацуи, Итиро
Итиро Мацуи (яп. 松井一郎 Мацуи Итиро:, род. 31 января 1964) — японский политик, действующий мэр Осаки. Лидер Осакской ассоциации реставрации. Сопрезидент Партии инноваций Японии совместно с Тороносукэ Катаямой.

## Ранняя жизнь
Мацуи посещал государственные начальные и средние школы в своём родном городе Яо. Затем он переехал в Фукуока, чтобы учиться в высшей школе.  Мацуи окончил Технологический институт Фукуока в марте 1986 года, после этого работал в Kinden — строительной компании, связанной с Kansai Electric Power Company и Daitu — частной компанией по логистике и утилизации отходов.

## Политическая карьера
Мацуи вошёл в политику в апреле 2003 года, когда он был избран в ассамблею префектуры Осака, (всего он избирался три срока подряд). До 2010 года Мацуи был членом Либерально-демократической партии и занимал руководящие должности в нескольких региональных партиях.
В апреле 2010 года Мацуи стал первым генеральным секретарём региональной Осакской ассоциации реставрации. В сентябре 2012 года он также стал генеральным секретарём-учредителем новой национальной партии — Партии японского возрождения.
После того, как Тоору Хасимото решил уйти с поста губернатора префектуры Осака, чтобы баллотироваться в качестве мэра города Осака в попытке продвинуть свои планы по слиянию двух организаций, Мацуи баллотировался на пост губернатора, чтобы заменить его. Мацуи был избран на этот пост на выборах в ноябре 2011 года.
В июне 2012 года бездомный и недавно освобожденный из тюрьмы Киозо Исохи зарезал двух прохожих в Синсайбасисудзи кухонным ножом. Он сказал полиции, что «он был разочарован отсутствием дома и перспектив работы, и что он больше не хотел жить». Мацуи сделал противоречивое замечание во время пресс-конференции, заявив, что нападавший должен был просто покончить с собой, а не причинять вред другим.
Мацуи был переизбран на второй срок на выборах в Осаке в ноябре 2015 года, одержав подавляющую победу над своими соперниками.

## Личная жизнь
Мацуи женат, имеет сына и дочь.